# Mastinomorphus metropolitanus
Mastinomorphus metropolitanus är en skalbaggsart som beskrevs av Wittmer 1986. Mastinomorphus metropolitanus ingår i släktet Mastinomorphus och familjen Phengodidae. Inga underarter finns listade i Catalogue of Life.